# Fuping, Baoding
Fuping, även romaniserat Fowping, är ett härad som lyder under Baoding i Hebei-provinsen i norra Kina.